# DTS-HD Master Audio
DTS-HD Master Audio (DTS-HD MA; також відомий як DTS++ до 2004 року) — це аудіокодек об'ємного звуку без втрат, розроблений компанією DTS як розширення кодека DTS Coherent Acoustics із втратами даних (DTS CA; зазвичай його називають як просто DTS). Замість того, щоб бути повністю новим механізмом кодування, DTS-HD MA спочатку кодує майстер аудіо в DTS із втратами даних, а потім зберігає паралельний потік додаткових даних, що представляють те, що було відкинуто кодувальником DTS. Це дає DTS-HD MA «ядро» з втратами, яке можна відтворювати пристроями, які не можуть декодувати складніший звук без втрат. Основним застосуванням DTS-HD MA є зберігання та відтворення аудіо на носіях Blu-ray Disc; у цьому відношенні він конкурує з Dolby TrueHD, іншим форматом об'ємного звуку без втрат.

## Технічні характеристики
DTS-HD MA може зберігати до 8 дискретних каналів звуку (об'ємний 7.1) з глибиною дискретизації до 24 біт і частотою дискретизації 192 кГц (96 кГц для об'ємного звуку 6.1 або 7.1). Хоча DTS-HD MA і споріднений з ним DTS-HD теоретично допускають практично будь-яку кількість каналів, ці обмеження накладаються з практичних міркувань обмеженого обсягу пам'яті і доступності бітрейту. Бітовий потік DTS-HD MA може мати швидкість не більше 24,5 Мбіт/с (миттєво), з яких не більше 1,5 Мбіт/с може бути DTS з втратами (відповідно до специфікації DTS CA).
Специфікація Blu-ray визначає DTS-HD MA як необов'язковий кодек, а це означає, що деяке обладнання Blu-ray може не декодувати його. Це є причиною роздвоєності аудіопотоку DTS-HD MA; DTS CA, на відміну від його розширення MA, є обов'язковим, тому програвач, який не підтримує MA, може автоматично за замовчуванням відтворювати базовий DTS-потік диска, закодований MA, і просто ігнорувати додаткові дані. З іншого боку, навіть якщо програвач підтримує MA, базовий потік може знадобитися для зворотної сумісності зі старим AV-ресивером (наприклад, виготовленим в епоху DVD).
DTS-HD MA — це формат кодування для DTS: X, об'єктного формату об'ємного звуку, який конкурує з Dolby Atmos. Бітовий потік DTS-HD MA, який передає DTS: X, може містити до 9 одночасних звукових об'єктів, та дає можливість автоматично адаптувати аудіосигнал до схеми розташування колонок, що якнайкраще відповідає приміщенню, — від вмонтованих у телевізор колонок до домашнього кінотеатру з ефектом об'ємного звучання та комерційного кінотеатру з більш ніж дюжиною колонок під час відтворення, на відміну від жорсткої кількості та розміщення динаміків, необхідних для об'ємного звучання на основі каналів (керівник маркетингу DTS називав DTS: X в інтерв'ю «що завгодно.1»).

### Процес кодування
DTS-HD MA кодується в три етапи. Спочатку головний аудіофайл подається на кодер DTS CA, який генерує основний (з втратою) аудіопотік. Далі це аудіо з втратами декодується та порівнюється з основним, а «залишкові» дані записуються там, де вони відрізняються. Нарешті, залишкові дані стискаються без втрат і об'єднуються з ядром в один бітовий потік. Декодер DTS-HD MA просто виконує цей процес у зворотному порядку.
Аудіо DTS-HD MA, включаючи аудіо DTS: X, можна створювати та редагувати за допомогою DTS: X Encoder Suite від DTS. DTS-HD Master Audio Suite виконував ту саму функцію до запровадження DTS: X, і його все ще можна використовувати для DTS-HD MA, який не містить DTS: X.

## AV транспорт
DTS-HD Master Audio можна передавати на AV-ресивери у 5.1, 6.1 або 7.1 каналах, у повній якості, одним з трьох способів, залежно від підтримки плеєра та/або ресивера:
- Через 6, 7 або 8 роз'ємів RCA як аналоговий аудіосигнал з використанням внутрішнього декодера плеєра та цифро-аналогового перетворювача (DAC).
- Через підключення HDMI 1.1 (або вище) як 6-, 7- або 8-канальний лінійний PCM, використовуючи декодер плеєра та ЦАП AV-ресивера.
- Через підключення HDMI 1.3 (або вище) як оригінальний бітовий потік DTS-HD Master Audio використовуючи декодер плеєра та ЦАП AV-ресивера. (Це режим транспортування, необхідний для відтворення DTS: X.)

S/PDIF не має пропускної здатності для передачі DTS-HD MA (або PCM у більш ніж 2 каналах). Система, що використовує аудіо S/PDIF, може виводити DTS-HD MA як DTS з втратами (який може передавати S/PDIF) або як стерео PCM зі зниженим мікшуванням.